# Na Wewe
Na Wewe, Du också på kirundi, är en belgisk kortfilm från 2010. Filmen, som regisserades av Ivan Goldschmidt och skrevs av Ivan Goldschmidt och Jean-Luc Pening är en komisk krigsfilm. Den utspelar sig i Burundi under inbördeskriget 1994, i en folkmordskonflikt mellan hutuer och tutsier.
Den nominerades för bästa kortfilm till Oscarsgalan 2011.